# Miklós Meszéna
Miklós Meszéna (Budapest, 14 dicembre 1940 – Budapest, 29 luglio 1995) è stato uno schermidore ungherese, vincitore di una medaglia di bronzo nella scherma ai giochi olimpici.